# 小行星19258
小行星19258（鞏義星，19258 Gongyi）是一颗主带小行星，是施密特CCD小行星項目組在1995年3月24日于興隆縣发现的。
Gongyi的命名来自于河南省鞏義市。